# Богословский диалог между Римско-католической и древневосточными православными церквями
Богословский диалог между Римско-Католической и древневосточными церквями — богословские собеседования между Католической церковью и Древневосточными православными церквями с целью установления евхаристического общения. Диалог проводится в рамках работы Смешанной международной богословской комиссии между Римско-Католической и сообществом древневосточных церквей. Католическая церковь также вела и ведёт  двусторонние богословские диалоги с отдельными Ориентальными церквями, помимо этого с 1978 года проходит диалог между Постоянной конференцией Древневосточных церквей в Америке и Конференцией католических епископов США. Богословские собеседования сосредоточены на следующих темах: христология, место Святого Духа в Тринитарном контексте, экклезиология, сакраментология, чистилище и мариология.  

## Предыстория
Неприятие IV (Халкидонского) Вселенского собора (451 года) миафизитами привело к разрыву между Католической церковью и нехалкидонскими церквями. Первые попытки восстановления церковного единства с миафизитскими церковными структурами со стороны Католической церкви происходили во время крестовых походов. Уния между яковитами Сирии и Римской церковью была заключена декретом «Multa et admirabilia»  (1444 год) на Ферраро-Флорентийском соборе. Как и в случае с другими древневосточными церквями данная уния не получила поддержки верующих и первый епископ для яковитов-униатов был рукоположен в 1626 году. В 1782 году в результате раскола в Сиро-яковитской церкви была образована восточнокатолическая Сирийская католическая церковь.
В 1198 году была подписана первая уния между Римом и нехалкидонской церковью – Армянской. На Ферраро-Флорентийском соборе (1438–1445) также был принят декрет «Exsultate Deo» о соединении Армянской церкви с Римом. Эти соглашения не привели к реальному единству большинства верующих Армянской церкви с Католической церковью. Тем не менее, это послужило основой для появления в XVIII веке восточнокатолической Армянской католической церкви.
На Ферраро-Флорентийском соборе был принят декрет «Cantate Domino» о воссоединении Коптской церкви с Римом. Однако это не привело к фактическому единству церквей. В 1741 году был учреждён апостольский викариат для коптов-католиков Египта, который в 1824 году был преобразован в Александрийский патриархат Коптской католической церкви.
В XVI веке царь Эфиопии Сисиний под влиянием португальских миссионеров объявил католицизм официальной религией. Это решение привело к гражданской войне и изгнанию иезуитов из Эфиопии. В XIX веке католическое миссионерство в стране было продолжено капуцинами и лазаристами. Итальянская оккупация Абиссинии привела к обращению части верующих Эфиопской церкви в католичество и созданию в XX веке Эфиопской католической церкви. 
В Индии в 1926 году произошёл раскол в Маланкарской церкви в результате которого часть епископов объявила об унии с Римом и создании Сиро-маланкарской католической церкви.

## Двусторонние диалоги Католической церкви с древневосточными церквями

### С Армянской церковью
В 1970 году папа Павел VI и католикос Вазген I подписали совместную декларацию. В 1996 году католикос всех армян Гарегин I посетил Рим и подписал совместную декларацию с папой Иоанном Павлом II, что положило начало богословскому диалогу между Католической и Армянской апостольской церквями. В 2000 году во время визита католикоса Гарегина II в Рим, Католическая церковь передала Армянской церкви мощи Григория Просветителя — основателя Армянской церкви. В 2001 году папа Иоанн Павел II по приглашению предстоятеля Армянской церкви, посетил Армению и принял участие в торжествах, приуроченных к празднованию 1700-летия принятия христианства. В ходе данного визита Гарегин II и Иоанн Павел II подписали совместную декларацию. В 2005 году Гарегин II принял участие в похоронах Иоанна Павла II, а в 2008 году посетил Рим и встречался с Бенедиктом XVI. Двусторонние отношения между Католической и Армянской церквями включают практическое сотрудничество в различных сферах. Так например, совместная декларация 2001 года установила порядок сотрудничества в образовательной сфере. В 2016 году папа Франциск посетил Армению, где провёл встречу с Гарегином II и осудил геноцид армян.

### С Коптской церковью
Коптские наблюдатели присутствовали на Втором Ватиканском соборе, а в 1965 году делегация Коптской церкви посетила Рим. Результатом этих коптско-католических встреч стало возвращение мощей Святого Марка (основателя Коптской церкви) из Венеции в Египет. Неофициальные коптско-католические богословские контакты прошли в рамках работы экуменистической организации «Pro Oriente» в 1971, 1976 и 1988 годах в Австрии. Данные собеседования были сосредоточены на христологических темах. Эти встречи способствовали подписанию совместной декларации папы римского Павла VI и коптского патриарха Шенуды III в 1973 году. В данном соглашении говорилось: «В Нём Его божество соединено с Его человечеством в истинном, совершенном союзе без смешения, без взаимопроникновения, без слияния, без изменения, без разделения, без разлучения. Его божество не отделялось от Его человечества ни на миг, ни на мгновение ока. Он, Бог вечный и невидимый, стал видимым во плоти и принял для Себя образ раба. В Нём сохраняются все свойства божества и все свойства человечества, объединённые в истинном, совершенном, неделимом и неразлучном союзе». В этом же 1973 году был начат двусторонний богословский диалог между Католической и Коптской церквями. Смешанная комиссия по диалогу между Католической и Коптской церквями провела 6 встреч (первая встреча состоялась в 1974 году в Каире, последняя в коптском монастыре Святого Паисия в 1992 году). 12 февраля 1988 года был подписан «Отчёт» между католическими членами Смешанной международной комиссии по диалогу с Коптской церковью и предстоятелем Коптской православной церкви Шенудой III. Данный документ говорил: «Веруем, что Господь, Бог и Спаситель Иисус Христос, Воплощённый Логос, совершенен в Своём божестве и совершенен в Своём человечестве. Он сделал Своё человечество единым со Своим божеством без растворения, без смешения и без слияния. Его божество не отделялось от Его человечества ни на миг или на мгновение ока. В то же время мы анафематствуем учения и Нестория и Евтихия. Несмотря на развитые отношения, официальный диалог был прерван из-за прозелитизма Католической церкви в Египте. По мнению коптских богословов ключевыми темами диалога с католиками являются: Филиокве, примат и непогрешимость папы римского, непорочное зачатие Девы Марии, вопросы экклезиологии (прозелитизм Коптской католической церкви, признание Вселенских соборов), учение о пресуществлении, смешанные браки с иноверцами, канонизация святых, вопросы биоэтики. В апреле 2017 года в Каире папа Франциск и коптский патриарх Феодор II подписали совместную декларацию.

### С Маланкарской церковью
В 1989 году была создана Совместная комиссия по диалогу между Маланкарской православной церковью и Римско-католической церковью. 3 июня 1990 года в индийском Коттаяме было обнародовано христологическое соглашение в котором говорилось «об общей вере, которая заставляет нас молиться о том, чтобы Святой Дух мог устранить все оставшиеся препятствия и привести нас к этой общей цели — восстановлению полного общения между нашими церквями». Заседания данной комиссии проходили в Индии с 1990 по 2018 годы (с перерывами в 2007 и 2008 годах). 5 сентября 2013 года папа римский Франциск встретился в Ватикане с католикосом Маланкарской церкви Василием Мар Фомой Павлом II. В ходе встречи папа призвал католикоса к преодолению «предрассудков» на пути к единству и к продвижению богословского диалога.  

### С Сиро-яковитской церковью
Первые неофициальные богословские контакты между католиками и представителями Сиро-яковитской церкви прошли в рамках работы экуменистической организации «Pro Oriente» в 1971 году в Австрии. В этом же году в Риме папа Павел VI и сирийский патриарх Игнатий Яков III подписали совместную декларацию. Данное соглашение стало основой для дальнейшего сближения между Сирийской и Католической церквями. Иерархи согласились в том, что нет никакой разницы в вере, которую они исповедуют относительно тайны Слова Божьего, ставшего плотью и ставшего по-настоящему человеком, даже если на протяжении веков возникали трудности из-за различных богословских выражений с помощью которых эта вера была выражена. 23 июня 1984 года папа Иоанн Павел II и патриарх Сирийской православной церкви Игнатий Закка I Ивас подписали совместную христологическую декларацию из десяти пунктов. В данной декларации иерархи заявили об «общей вере в Иисуса Христа, истинного Бога и истинного Человека». Декларация заявляла о торжественном обязательстве стремления к полному единству между сирийской церковью и Римско-католической церковью. Также плодотворный двусторонний диалог развивался между Сиро-яковитской церковью и Сирийской католической церковью.

### С Эфиопской церковью
11 июня 1993 года состоялась встреча папы римского Иоанна Павла II с эфиопским патриархом Абуной Павлом. В ходе данной встречи иерархи подтвердили общность веры при разной трактовке богословских аспектов (в частности христологической терминологии). Практическое сотрудничество между Католической и Эфиопской церквами сосредоточено на деятельности католической Конгрегации Святого Духа в провинции Гамо-Гофа и районе Южное Омо Эфиопии. Работа Конгрегации направлена на поддержку Эфиопской православной церкви в рамках программы обучения духовенства, в строительстве новых церквей, ремонте храмов и в других вопросах.

## Официальный богословский диалог
В 2003 году было принято решение о создании Смешанной международной комиссии по богословскому диалогу между Католической и Древневосточными церквями. В состав комиссии вошли католические богословы и представители сообщества нехалкидонских церквей: Коптской, Сиро-яковитской, Армянской апостольской, Киликийского католикосата Армянской, Маланкарской, Эритрейской и Эфиопской (с 2005 года) церквей. Заседания Смешанной международной комиссии проходят ежегодно с 2004 года. Богословские собеседования сосредоточены на следующих темах: христология, место Святого Духа в Тринитарном контексте, экклезиология, сакраментология, чистилище и мариология. Должности сопредседателей комиссии занимали председатели Папского совета по содействию христианскому единству кардиналы Вальтер Каспер (2004—2010) и Курт Кох (с 2010 года) — с католической стороны, а также митрополит Дамьеттский Коптской православной церкви Бишой (2004—2018) и епископ Лос-Анджелеса Коптской церкви Кирилл — с древневосточной стороны. В ходе первого заседания Смешанной комиссии в январе 2004 года в Каире, древневосточные представители выразили мнение, что христологические декларации, подписанные между рядом Древневосточных церквей и Католической церковью были поставлены под сомнение. Это произошло после подписания христологического соглашения между Ватиканом и Ассирийской церковью Востока в 1994 году в Риме. Диофизитская Ассирийская церковь Востока, отстаивающая христологию, основанную на учении Нестория, раскритиковала христологические взгляды Кирилла Александрийского, почитающегося в миафизитских церквях, на своём сайте в интернете в 2005 году. Таким образом, стороны приняли решение отложить обсуждение христологического вопроса. Главными достижениями работы Смешанной комиссии стало подписание согласованных заявлений. В 2009 году комиссия подготовила общий документ под названием «Природа, Конституция и Миссия Церкви». Данный документ описывает возможности консенсуса в отношении фундаментальных экклезиологических принципов и выделяет области, которые требуют дальнейшего совместного изучения. В 2015 году комиссия выпустила второй совместный документ «Способ общения в жизни ранней церкви и его последствия для нашего поиска общения сегодня». В заключении данного документа (пункт 73) стороны выразили стремление продолжать дальнейший диалог в рамках исследования насколько восстановления отношений, которые существовали в первые века, было бы достаточно для восстановления евхаристического общения в настоящее время. Стороны также намереваются продолжить обсуждение различных богословских тем, в частности проблематику первенства Римского епископа во Вселенской церкви.

### Заседания Смешанной международной богословской комиссии
Заседания Смешанной международной богословской комиссии по диалогу между Католической и Древневосточными церквями проходят ежегодно с 2004 года:
1. Первое заседание: Каир, Египет (27 января — 30 января 2004 года);

2. Второе заседание: Рим, Италия (26 января — 29 января 2005 года);

3. Третье заседание: Эчмиадзин, Армения (27 января — 30 января 2006 года);

4. Четвёртое заседание: Рим, Италия (28 января — 3 февраля 2007 года);

5. Пятое заседание: Маарат Саидная, Сирия (27 января — 2 февраля 2008 года);

6. Шестое заседание: Рим, Италия (26 января — 29 января 2009 года). Принятие документа «Природа, Конституция и Миссия Церкви»;

7. Седьмое заседание: Антилиас, Ливан (27 января — 31 января 2010 года);

8. Восьмое заседание: Рим, Италия (25 января — 28 января 2011 года);

9. Девятое заседание: Аддис-Абеба, Эфиопия (17 января — 21 января 2012 года);

10. Десятое заседание: Рим, Италия (23 января — 27 января 2013 года);

11. Одиннадцатое заседание: Пампакуда, Индия (28 января — 1 февраля 2014 года);

12. Двенадцатое заседание: Рим, Италия (24 января — 31 января 2015 года). Принятие документа «Способ общения в жизни ранней церкви и его последствия для нашего поиска общения сегодня»;

13. Тринадцатое заседание: Каир, Египет (30 января — 6 февраля 2016 года);

14. Четырнадцатое заседание: Рим, Италия (22 января — 27 января 2017 года);

15. Пятнадцатое заседание: Эчмиадзин, Армения (29 января — 5 февраля 2018 года);

16. Шестнадцатое заседание: Рим, Италия (27 января — 2 февраля 2019 года);

17. Семнадцатое заседание: Атшан, Ливан (26 января — 1 февраля 2020 года);

18. Восемнадцатое заседание: Рим, Италия (20 июня — 24 июня 2022 года). Принятие документа «Таинства в жизни Церкви»;

19. Девятнадцатое заседание: Вади-эн-Натрун, Египет (31 января — 4 февраля 2023 года);

20. Двадцатое заседание: Рим, Италия (22 января — 26 января 2024 года).

## Комментарии
1. ↑  В настоящее время термин «монофизиты» (часто используемый для обозначения дохалкидонских церквей) считается оскорбительным и неточным и вместо него корректнее употреблять слово «миафизиты», поскольку древневосточные церкви отвергли ересь Евтихия и придерживаются христологии, основанной на формуле Кирилла Александрийского «единая природа Бога Слова воплощённая»[3].
2. ↑  Данную группу церквей идентифицируют как «нехалкидонские» или «дохалкидонские», также встречаются термины: «Древние Восточные церкви», «древневосточные церкви», «Ориентальные» (англ. «Oriental»), «Восточные православные церкви». Сами церкви называют себя «православными», добавляя географическую принадлежность к своему названию.